# Tower (film)
Tower è un film del 2016 diretto da Keith Maitland e ispirato all'articolo The Reckoning di Pamela Colloff pubblicato sul Texas Monthly. La pellicola narra sotto forma di documentario animato, grazie alla messa in scena di alcuni attori e alla tecnica del rotoscopio, la strage avvenuta nel 1966 ad Austin, in Texas.
Le interviste ad alcuni testimoni, la loro narrazione in prima persona e l'utilizzo di alcuni filmati d'epoca rendono il film una narrazione corale, che prende avvio dai primi inaspettati spari dalla torre dell'Università del Texas sino alla morte del responsabile della strage, Charles Whitman, un ex-marine.